# Bong'sche Grube und Mainflinger Mainufer
Bong'sche Grube und Mainflinger Mainufer este o arie protejată (arie de protecție specială avifaunistică — SPA) din Germania întinsă pe o suprafață de 94,53 ha, integral pe uscat.

## Localizare
Centrul sitului Bong'sche Grube und Mainflinger Mainufer este situat la coordonatele 50°01′04″N 9°01′38″E / 50.0178°N 9.0272°E.

## Înființare
Situl Bong'sche Grube und Mainflinger Mainufer a fost declarat arie de protecție specială avifaunistică în aprilie 2003 pentru a proteja 41 de specii de animale.

## Biodiversitate
Situată în ecoregiunea continentală, aria protejată nu include niciun habitat protejat.
La baza desemnării sitului se află mai multe specii protejate de  păsări (41): lăcar-de-lac (Acrocephalus scirpaceus), pescăruș albastru (Alcedo atthis), rață mică (Anas crecca crecca), rață fluierătoare (Anas penelope), Anas platyrhynchos platyrhynchos, Anas strepera strepera, gâscă cenușie (Anser anser), Ardea cinerea cinerea, rață-cu-cap-castaniu (Aythya ferina), rața moțată (Aythya fuligula), Aythya marila, buhai de baltă (Botaurus stellaris stellaris), Bucephala clangula, chirighiță neagră (Chlidonias niger), erete de stuf (Circus aeruginosus), Clangula hyemalis, ciocănitoare pestriță mică (Dendrocopos minor), ciocănitoare neagră (Dryocopus martius), egretă albă (Egretta alba), presură de stuf (Emberiza schoeniclus), Fulica atra atra, Gavia arctica arctica, Ixobrychus minutus minutus, sfrâncioc roșiatic (Lanius collurio), Melanitta fusca fusca, ferestraș mic (Mergus albellus), Mergus merganser merganser, gaia neagră (Milvus migrans), rață cu ciuf (Netta rufina), vultur pescar (Pandion haliaetus), cormoran mare (Phalacrocorax carbo carbo), Phalacrocorax carbo sinensis, ciocănitoare verzuie (Picus canus), Podiceps auritus auritus, Podiceps cristatus cristatus, Podiceps grisegena grisegena, Podiceps nigricollis nigricollis, Rallus aquaticus aquaticus, pițigoi-pungar (Remiz pendulinus), eider (Somateria mollissima), chiră de baltă (Sterna hirundo).
Pe lângă speciile protejate, pe teritoriul sitului au mai fost identificate 1 specie de păsări.